# Северокорейско-украинские отношения
Северокорейско-украинские отношения — двусторонние отношения между КНДР и Украиной.

## Двусторонние отношения
Украинско-северокорейские отношения были установлены 9 января 1992 года. Посольство КНДР в Москве являлось посольством в России, Белоруссии и Украине.

## Разрыв отношений
13 июля 2022 года, на фоне вторжения России на Украину, Украина объявила о разрыве дипломатических отношений с КНДР из-за признания ею независимости Донецкой Народной Республики и Луганской Народной Республики. В свою очередь МИД КНДР заявило, что «Украина не имеет права осуждать признание ДНР и ЛНР со стороны Пхеньяна».